# Arco árabe de Medina Azahara (Catedral de Tarragona)

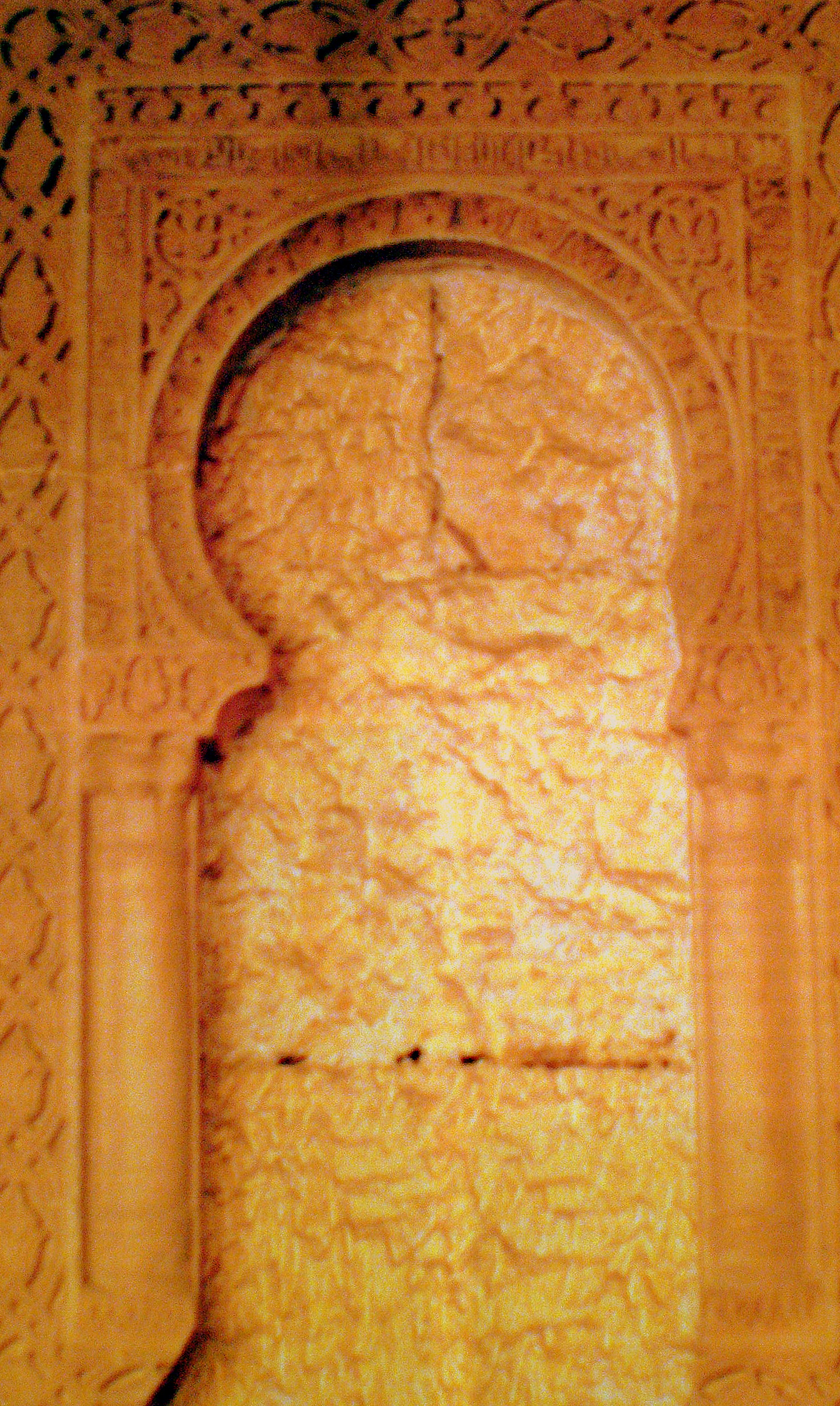
Arco en la Catedral de Tarragona.

El arco árabe de Medina Azahara es un arco árabe, procedente de Córdoba, hecho probablemente por un liberto de Abderramán III, primer califa de Córdoba. Actualmente se encuentra expuesto en la Sala I del Museo Diocesano de Tarragona, con el número de inventario D-0157.

## Historia
Varios estudios recientes indican que, probablemente, el arco formaba parte de los elementos decorativos de las aperturas del baño del califa Abderramán III a la zona de la terraza superior de Medina Azahara. Otros autores apuntan, en cambio, a que el arco podría provenir de la desaparecida Mezquita de Tortosa, de donde, probablemente, el arzobispo Antonio Agustín, lo habría llevado a la catedral de Tarragona en 1583, con el objetivo de que sirviera como material de construcción para la decoración de la capilla del Santísimo Sacramento. Los investigadores encontraron el arco empotrado en un muro de la Sala Capitular de la catedral.
El arco se empotró en uno de los muros del claustro a principios del siglo XIX, con motivo de una visita real a la ciudad. Permanecería allí hasta 1989, cuando fue trasladado a Barcelona con motivo de la exposición Millenum. Al volver a Tarragona fue empotrado de nuevo, pero solo durante 3 años, puesto que en 1992 se trasladó de nuevo con motivo de la exposición Pallium. Una vez terminada la exposición, ingresó como pieza del Museo Diocesano de Tarragona, donde se conserva actualmente.

## Descripción
Se trata de un arco de herradura, hecho con una pieza rectangular de alabastro blanco, donde todavía se pueden observar algunos restos de policromía. Se sostiene sobre dos pequeñas columnas, con capiteles decoradas con hojas. En la arquivolta se puede leer una inscripción en árabe. Como elementos decorativos adicionales, el arco presenta una cenefa alrededor, realizada con motivos vegetales estilizados, así como una trenza en la parte superior. Su estado de conservación es bueno.

## Exposiciones
- Millenum. Història i Art de l'Església Catalana, Pia Almoina. Salón del Tinell. Capilla de Santa Ágata. Barcelona, 1989
- Pallium. Exposició d'Art i Documentació. De la memòria de sant Fructuós al triomf de santa Tecla, Museo Diocesano de Tarragona. Tarragona, 1992